# Petőfiho most (Győr)
Petőfiho most (maďarsky Petőfi híd) je most přes řeku Rábu v maďarském městě Györu. Je pojmenován po Sándoru Petőfim, maďarském básníkovi. Most, který je zapsán na maďarském seznamu kulturních památek[zdroj?], vede ze západní části středu města (od konce ulice Munkácsy utca) na Petőfiho náměstí v Újvárosu (Novém městě).
Původně zde stál dřevěný most. Ten vznikl v druhé polovině 19. století. Současný byl postaven v letech 1932-1933. V době svého vzniku byl největším mostem v Evropě s čistě svařovanou ocelovou konstrukcí. Jejím projektantem byl inženýr József Lengyel. Most byl za druhé světové války vyhozen Němci do povětří a po válce byl znovu obnoven. Až do vybudování dalšího přemostění přes Rábu přecházel provoz hlavní silnice č. 1 směrem na Nové město (maďarsky Újváros) právě tudy.